# 1914 en chimie
Cet article présente les faits marquants de l'année 1914 en chimie.

## Évènements
- 24 avril : les physiciens allemands James Franck et Gustav Hertz présentent à la Société allemande de physique à Berlin une confirmation expérimentale du modèle atomique de Bohr[1].
- 25 décembre : le chimiste américain Edward Calvin Kendall isole la thyroxine, une hormone thyroïdienne[2].

## Prix
- Prix Nobel de chimie : Theodore William Richards en reconnaissance de ses déterminations précises des poids atomiques d'un grand nombre d'éléments chimiques[3],[4].
- Médaille Davy : William Jackson Pope sur la base de ses importantes contributions à la chimie structurale et organique[5],[6].
- Faraday Lectureship : Svante August Arrhenius[7]
- Médaille William-H.-Nichols : Moses Gomberg[8]

## Naissances
- 20 mars : Stanley Mason (mort en 1987), professeur, chimiste et physicien québécois.
- 19 mai : Max Ferdinand Perutz (mort en 2002), biologiste anglo-autrichien, Prix Nobel de chimie en 1962.
- 14 octobre : Raymond Davis Jr. (mort en 2006), chimiste et physicien, Prix Nobel de physique en 2002.
- 28 octobre : Richard Laurence Millington Synge (mort en 1994), chimiste anglais.
- Élly Agallídis (morte en 2006), physicienne-chimiste grecque et l'une des premières femmes en Grèce à obtenir un doctorat dans ce domaine[9].

## Décès
- 15 mai : Ida Freund (née en 1863), chimiste austro-britannique et première femme professeure d'université de chimie au Royaume-Uni[10].
- 27 mai : Joseph Wilson Swan (né en 1828), chimiste britannique, inventeur de la lampe à incandescence dans une ampoule sous vide.

- 6 juin : Adolf Lieben (né en 1836), chimiste autrichien.
- 13 août : Adolf Richter (né en 1839), chimiste, industriel et homme politique allemand.
- 28 octobre : Johann Wilhelm Hittorf (né en 1824), physicien et chimiste allemand.
- 28 décembre : Carl Liebermann (né en 1842), chimiste allemand.